# Elysius conspersus
Elysius conspersus là một loài bướm đêm thuộc phân họ Arctiinae, họ Erebidae.